# Општина Дикисени (Калараш)
Дикисени (рум. Dichiseni) општина је у Румунији у округу Калараш.
Oпштина се налази на надморској висини од 19 m.